# L'Intrépide (film, 1952)
Pour les articles homonymes, voir L'Intrépide.
Pour plus de détails, voir Fiche technique et Distribution.
L'Intrépide (Fearless Fagan) est un film américain réalisé par Stanley Donen, sorti en 1952.

## Synopsis
Un jeune forain, dompteur et propriétaire de son lion avec lequel il entretient des relations d'affection, est rattrapé par un appel sous les drapeaux auquel il avait échappé du fait de la mobilité de son cirque. Ne pouvant se résigner à laisser son lion à des dompteurs classiques qui lui apprendraient la férocité, il établit un campement pour l'animal dans un bois à quelques hectomètres de la caserne. Mais le secret finit par être découvert : Sera-ce une bonne âme ou la jolie journaliste qui va recueillir le fauve ?

## Fiche technique
- Titre : L'Intrépide
- Titre original : Fearless Fagan
- Réalisation : Stanley Donen
- Production : Sidney Franklin (producteur associé) et Edwin H. Knopf
- Société de production : MGM
- Scénario : Frederick Hazlitt Brennan et Charles Lederer d'après une histoire de Sidney Franklin et de Eldon W. Griffiths
- Musique : Rudolph G. Kopp (non crédité)
- Photographie : Harold Lipstein
- Montage : George White
- Direction artistique : Cedric Gibbons et Leonid Vasian
- Décorateurs de plateau : Fred M. MacLean et Edwin B. Willis
- Costumes : Dave Saltuper et Vicki Nichols (non crédité)
- Pays : États-Unis
- Format : Noir et blanc - Son : Mono (Western Electric Sound System)
- Genre : Comédie
- Durée : 79  minutes
- Dates de sortie :
  - États-Unis : 15 août 1952
  - France : 24 juillet 1953

## Distribution
- Janet Leigh : Abby Ames
- Carleton Carpenter : Pvt. Floyd Hilston
- Keenan Wynn : Sergent Kellwin
- Richard Anderson : Capitaine Daniels
- Ellen Corby : Mme Ardley
- Barbara Ruick : Infirmière
- John Call : M. Ardley
- Robert Burton : Owen Gillman
- Wilton Graff : Colonel Horne
- Parley Baer : Emil Tauchnitz
- Jonathan Cott : Cpl. Geft